# Антонио Барберини-старши
Антонио Марчело Барберини старши (на италиански: Antonio Marcello Barberini seniore) е италиански кардинал, член на Ордена на капуцините.
Заема следните по-важни постове:
- епископ на Сенигалия от 26 януари 1625 до 11 декември 1628 г.
- секретар на Върховната свещена конгрегация на Римската и Вселенската инквизиция от 1629 до 3 октомври 1633 г.;
- велик пенитенциарий от 3 октомври 1633 до 11 септември 1646 г.;
- библиотекар на Светата Римска църква (1633 – 1646);
- кардинал-свещеник на църквите:
  - „Санта Онофио ал Джаниколо“ (от 7 октомври 1624 до 7 септември 1637 г.),
  - „Сан Пиетро ин Винколо“ (от 7 септември 1637 до 26 май 1642 г.) и
  - „Санта Мария ин Трастевере“.

Той е по-малкият брат на римския папа Урбан VIII. Чичо е на кардиналите Франческо Барберини-старши и Антонио Барберини младши. Прачичо е на кардинал Карло Барберини и прапрачичо на кардинал Франческо Барберини младши.
Участва в папския конклав през 1644 г., който избира наследник за брат му Джовани Батиста Памфили, приел името Инокентий X. След войните на Инокентий X с Кастро започва разследване на рода Барберини, което осъжда на изгнание племенниците му Антонио Барберини, Франческо Барберини, Антонио Барберини младши и принц Тадео Барберини.
Барберини умира в Рим, на възраст от 77 години, и е погребан в „Санта Мария дела Концесионе деи Капуцини“, която обдарява преди смъртта си.